# Белорусы в гражданской войне в Испании

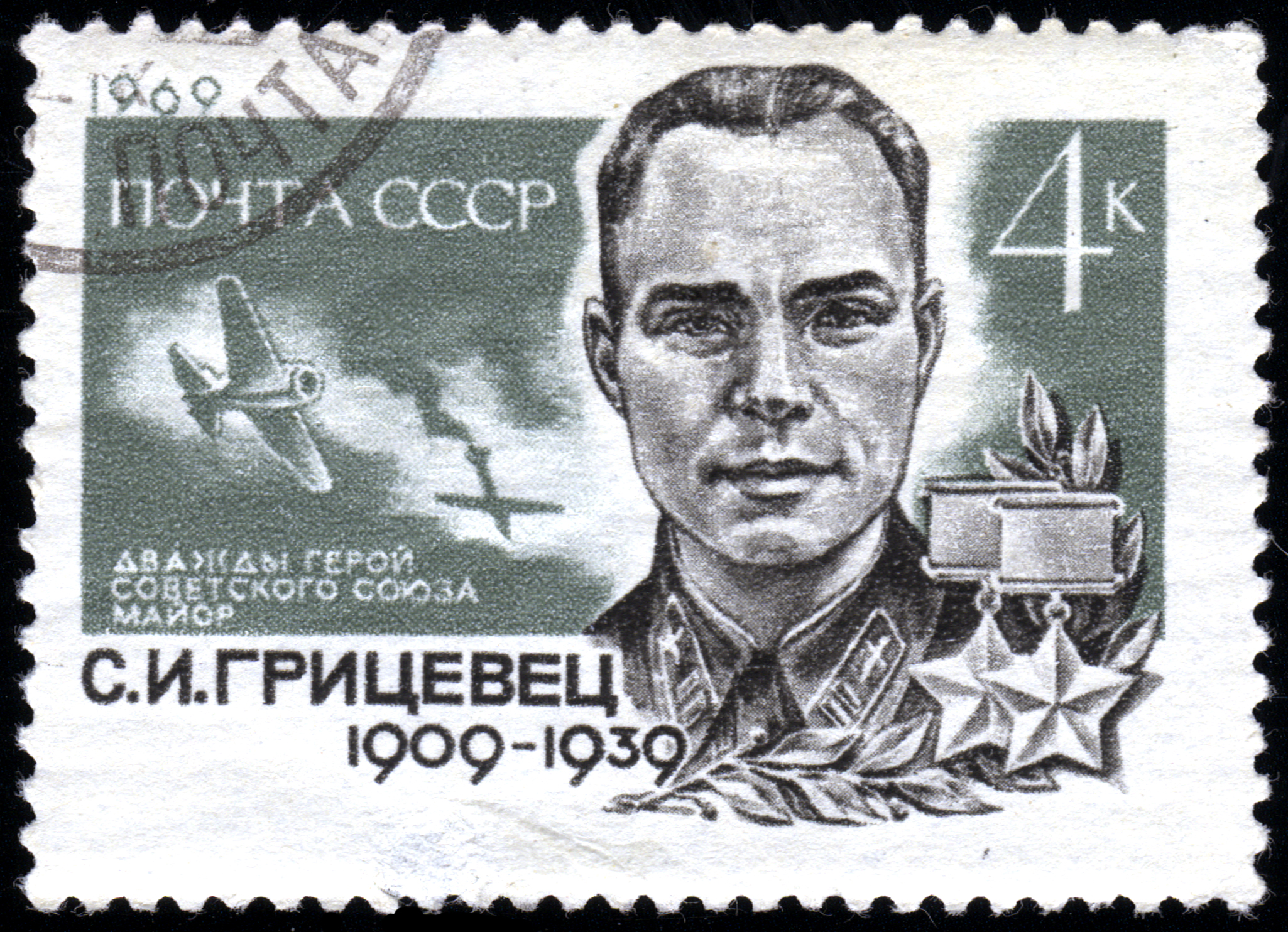
Белорус — участник войны, дважды Герой Советского Союза С. И. Грицевец на почтовой марке СССР

Роль белорусов в гражданской войне в Испании 1936—1939 гг. определялась оказанием помощи республиканцам и непосредственным участием жителей Белоруссии в боевых действиях. БССР, как часть Советского Союза, выступила против сторонников генерала Франсиско Франко, поддержав правительство Народного фронта. Подавляющее большинство этнических белорусов и уроженцев страны, принявших участие в конфликте, сражались на стороне Республики. Многие прошли войну в составе группы советских военных специалистов. Жители западных регионов, являвшихся тогда частью Польши, служили в рядах интербригады Домбровского.
За заслуги в вооружённом конфликте пять выходцев из Белоруссии были удостоены звания Героя Советского Союза, из которых четверо — этнические белорусы (Ф. К. Ковров, П. Е. Куприянов, Г. М. Склезнёв, С. И. Грицевец), один — этнический поляк (Н. А. Селицкий).

## Освещение вопроса
Главной работой на тему роли страны (как советской, так и польской частей) и её уроженцев в испанском конфликте является монография 2009 года «Беларусь и война в Испании (1936—1939)» за авторством старшего научного сотрудника отдела военной истории Беларуси Института истории НАН Ирины Воронковой. Историк Алексей Кудрицкий отметил, что невзирая на всю подробность публикации в вопросе участия соплеменников как советских военспецов и волонтёров интербригад, были и недочёты. Многие выходцы из Беларуси оказались не упомянуты, поскольку Воронкова опиралась только на отечественные архивы и материалы, не используя зарубежные.
Сам Кудрицкий занимался исследованием участия белорусов в составе интербригад. Эта тема вскользь упоминались в публикациях доцента Сергея Шабельцева об аргентинских белорусах и других авторов. В свою очередь тему танкистов из Белорусской ССР затрагивал историк и левый публицист Юрий Глушаков. В других источниках информация о белорусах в конфликте встречалась эпизодично. Преимущественно это были сборники, статьи и документы, изданные в советское время.
По большей части для современной Беларуси война в Испании, несмотря на участие в ней её уроженцев, является мало известным конфликтом.

## Солидарность и помощь
В начале августа 1936 года Советский Союз присоединился к кампании солидарности с испанскими республиканцами. На тот момент мероприятия в поддержку антифранкистов были проведены в Бельгии, Франции, Италии и Швейцарии.
3 августа, на следующий день после первых прореспубликанских митингов в Ленинграде и Москве на территории РСФСР, прошли аналогичные выступления и в столице Советской Белоруссии городе Минске. В акцию были вовлечены фабрики «Комунарка» и «Октябрь», заводы имени Кирова и Мясникова, электростанция номер 1, трамвайный парк, типография газеты «Звязда», 2-я Советская больница, наркоматы просвещения и финансов БССР, Центральный совет профсоюзов и прочие организации и учреждения. На следующий день на площади Свободы с участием ряда видных белорусских деятелей прошёл городской митинг солидарности под лозунгом: «Окажем материальную помощь героическим борцам испанского народа» (бел. Акажам матэрыяльную дапамогу гераічным змагарам іспанскага народа). Вскоре подобные мероприятия охватили всю страну.
Активную деятельность вела Международная организация помощи борцам революции (МОПР), которая занималась сбором средств для республиканцев. На 27 октября в фонде помощи Испании от СССР числилась сумма в размере  47,5 млн рублей, из который 538 тысяч — из БССР. Сбор средств проводился в том числе за счёт благотворительных мероприятий (спектаклей, концертов и прочего).
КП(б)Б эксплуатировала испанские события в агитационно-пропагандистской работе с целью «осуждения фашизма и поджигателей войны». Население БССР было хорошо осведомлено о военных действиях в Испании за счёт регулярных сводок из «горячей точки». Так, например, газеты Советской Белоруссии вели рубрику «На фронтах Испании», где публиковалась актуальная информация о конфликте. Печатные СМИ писали биографические очерки видных деятелей Испанской Республики.
Западная Белоруссия, которая входила в состав Польши, также была вовлечена в движение солидарности с республиканцами. Однако там существовали свои особенности. Польша присоединилась к соглашению о невмешательстве в конфликт, поэтому прореспубликанские мероприятия не имели поддержки на государственном уровне. Активисты требовали от властей поддержать официальный Мадрид. Режим санации, придерживаясь принципа невмешательства во внутренние дела Испании, ответил арестами участников движения.
Полесский воевода Вацлав Костек-Бернацкий отмечал:
...[Население Западной Белоруссии] живо интересуется ходом событий в Испании. Слушатели советских радиопередач верят в победу красных... многие молодые крестьяне нелегально стремятся в Испанию, чтобы сражаться с Франко.
Польские правоохранители в своих отчётах упоминали сбор средств коммунистическими ячейками для войск Республики и прочей помощи. Порой подобные мероприятия проходили под прикрытием свадеб и вечеринок. Только в мае—июне 1937-го в Западной Белоруссии собрали более 1900 злотых. ЦК Компартии Польши в письме Политбюро ЦК ВКП(б) указал, что на территории страны в сборе пожертвований лидируют город Варшава и белорусское крестьянство. Наиболее активные кампании солидарности проводились до августа 1938 года, когда была распущена Коммунистическая партия Западной Белоруссии.

## Военные специалисты
14 сентября 1936 года Разведуправление Наркомата обороны и Иностранный отдел Наркомата внутренних дел приняли план операции «X», которая предусматривала оказание военной помощи Республиканской Испании, включая поддержку в военно-технической сфере и услуги военных советников, военспецов, инструкторов (разработка операций и подготовка кадров).
Значительный вес в советском контингенте получил Белорусский военный округ (БВО), который считался одним из наиболее подготовленных. В Испании от его направлены бойцы семи авиационных бригад, таких как 114-я штурмовая (Гомель), 142-я истребительная (Бобруйск), 59-я скоростных бомбардировщиков (Быхов), 40-я лёгкобомбардировочная (Витебск), 49-я скоростная бомбардировочная (Шаталово, Смоленская область), 83-я истребительная (Брянск), 116-я смешанная (Смоленск), трёх механизированных, в том числе 4-я отдельная (Бобруйск) и 3-я отдельная (Старые Дороги), и 6-го механизированного полка 6-й Кубанско-Терской казачей Краснознамённой дивизии им. С. М. Буденного (Гомель). Среди этих и других соединений в Испании были как этнические белорусы, так и уроженцы Белоруссии разных национальностей.

### Танкисты

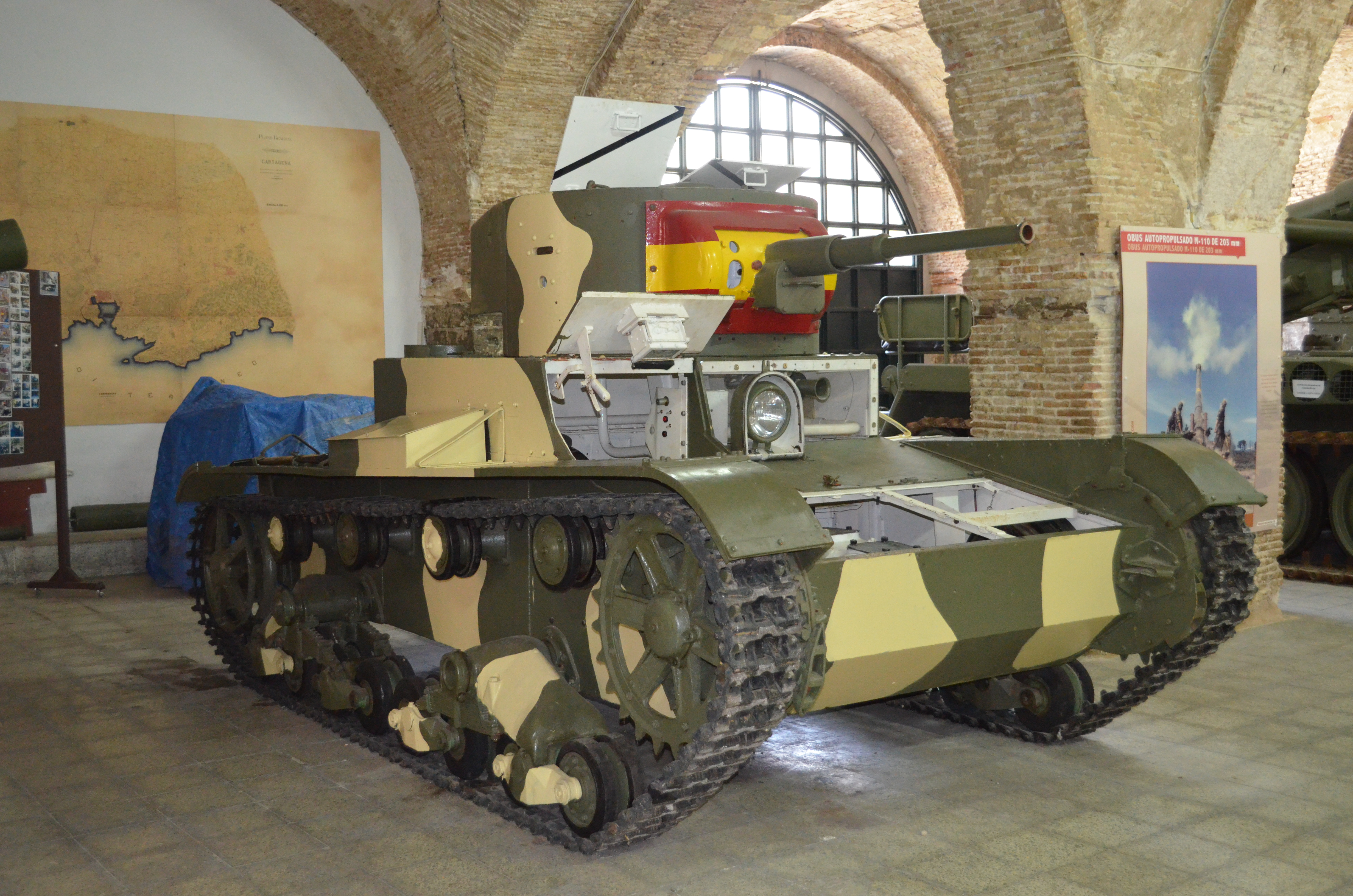
Т-26 — наиболее многочисленный танк войны в Испании. Эксплуатировался в том числе бойцами «Пабло» (Павлова) 4-й бобруйской мехбригады

Первую группу советских танкистов выделил именно БВО в условиях секретности: 50 человек от 4-й и 30 от 3-й бригады с 50-ю машинами Т-26 для обучения испанцев. По плану, за месяц военспецам надо было подготовить до ста танкистов. Занятия по подготовке начались 17 октября, через четыре дня после прибытия инструкторов, однако вскоре обучение резко прервало командование. Руководству нужны были срочно любые, даже плохо обученные силы, поскольку франкисты уже приближались к столичному Мадриду. Так как испанцы ещё не были подготовлены, то пришлось из советских специалистов сформировать 15 экипажей для участия в боевых действиях. Возглавил соединение Поль Арман.
29 октября танковое формирование осуществило атаку на позиции сторонников Франко в районе населённых пунктов Сесенья и Эскивиас, в 30 км от Мадрида. Здесь восемь итальянских танков «Ансальдо» выступили против одиннадцати советских Т-26. Среди уроженцев Белоруссии в бою участвовали командиры экипажей Николай Силицкий (Минск, этнический поляк; его команда уничтожила батарею горных орудий и несколько машин с боеприпасами), Иван Лобач (Полоцк) и Павел Куприянов (Старинцы, Полоцкий район). Первые двое погибли, в то время как третий выжил. В последующие две недели танк Куприянова уничтожил 2 танка, 8 орудий и несколько вражеских взводов пехоты. Однако уже 9 ноября погибает и он.
6 декабря в страну прибыла вторая группа. Накануне был написан рапорт командованию с просьбой направить добровольцем в Испанию. Разглашать информацию о поездке было строжайше запрещено. Вместе со своими подчиненными на Пиренейский полуостров отправился комбриг 4-й бригады Дмитрий Павлов. Здесь он действовал под позывным «Пабло».
Из отряда сформирована 1-я бронетанковая бригада Республики. В феврале 1937-го она приняла участие в битве при Хараме, где сражалась также польская интербригада Домбровского, в составе которого были белорусы из западных регионов страны. На Хараме 12 февраля погибли командир взвода Георгий Склезнёв (Новая Белица, Гомель; ранее в январе вывел из боя и спас горящий танк, а за десять дней до гибели его экипаж на Хамаре уничтожил подразделение франкистов), механик-водители Константин Черненко (?, Чериковский район; в экипаже Склезнёва) и Пётр Корсунов (?, Оршанский район). В марте бойцы «Пабло» примут участие в Гвадалахарской операции. Летом под Мадридом погиб командир экипажа Фёдор Ковров (Посудьево, Дубровенский район). Среди белорусов 4-й мехбригады также отличились командир экипажа Василий Скидан (Новая Иолча/Старая Иолча(?), Брагинский район; 4 января 1937 вместе со 2-й интербригадой отбил атаку франкистов под Гвадалахарой) и танкист Даниил Новицкий (?).
В сентябре—октябре 4-я бобруйская бригада была возвращена в БССР, но некоторые её бойцы остались и влились в отряд Кондратьева, прибывшего в августе из Московского военного округа. Первое время он сражался в формировании «Пабло», но потом его подразделение присоединилось к 1-му отдельному интернациональному танковому полку. В соединении числились Вадим Сапроненко (?, Городокский район; участвовал в 43 танковых атаках и уничтожил 2 танка), Юстин Дещеня (Калюга, Глусский район; умер от ран в родной деревне по возвращении на родину), Семён Тихончук (Кривча, Брагинский район/Алексеевка (?), Гомельский район) и Адам Татур (Лопухи, Копыльский район).

### Лётчики
В сентябре 1936-го в Испанию прибыла первая группа авиаторов из 30 лётчиков. В её составе был уроженец Пропойска (ныне Славгород) Василий Бибиков. Он служил в 1-й интернациональной бомбардировочной эскадрильи. Также среди первых военспецов находился авиаинжинер из д. Дашковка Могилёвского района Зелик Йоффе (белорусский еврей).

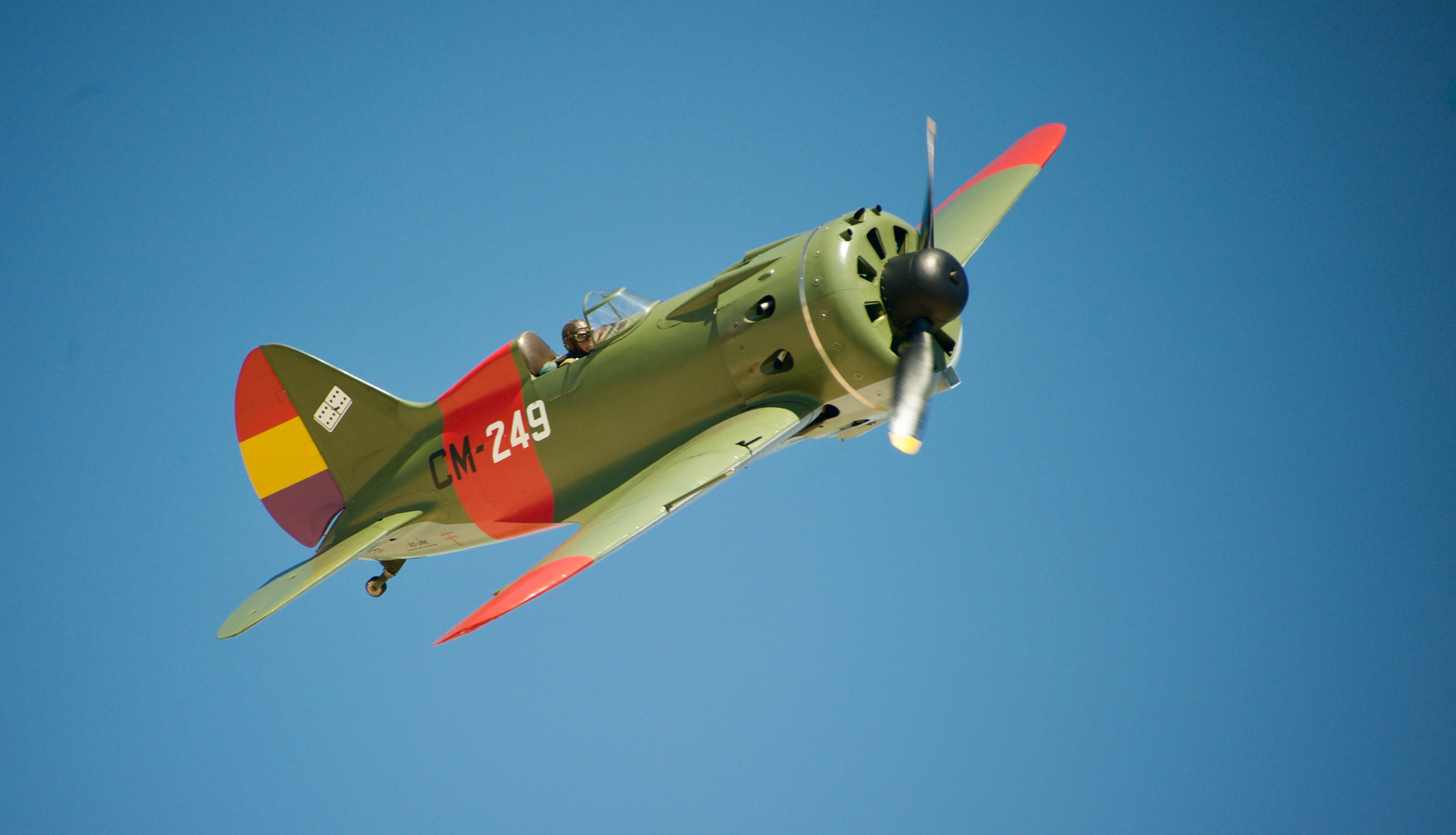
Самолёт И-16. Подобный использовался 83-й брянской истребительной бригадой

В апреле 1937 года в составе группы из семи авиаторов 83-й брянской истребительной бригады (эксплуатировали И-16) на Пиренейский полуостров прибыли двое белорусов — Никифор Глушенков (Зубры, Горецкий район) и Михаил Гурин (?). В Испании оба служили до августа следующего года. За это время Глушенкову удалось одержать в одиночку или в паре порядка 10 воздушных побед. Гурин отличился уничтожением четырёх самолётов, два из которых сбил лично. В августе—сентябре из Бобруйска направлен отряд лётчиков 142-й истребительной бригады под командованием И. Гусева. Авиаторы подразделения участвовали практически во всех крупных операциях республиканцев. От 142-й в Испании числились белорусы Платон Смоляков (?), совершивший 98 боевых вылетов и сбивший три самолёта (два лично), и Андрей Микулович (?), погибший в октябре в районе Сарагоссы.
В мае 1938 года в бою под Балагером погиб белорус Иван Турчин (Свинтицы, Гродненский район), служивший в 35-й эскадрильи 56-й истребительной авиабригаде Киевского военного округа (КВО). В это же время от КВО в Испанию был направлен Сергей Грицевец (Боровцы, Барановичский район), который зарекомендовал себя как талантливый лётчик и инструктор.
Вместе с вышеупомянутыми в Испании служили и другие уроженцы страны, в том числе Тимофей Малашкевич (Орша; советник при штабе бомбардировочной авиации с декабря 1937 по сентябрь 1938), Захар Скутов (Александрово, Сенненский район; с июня 1938 года сражался в бомбардировочной авиационной группе как стрелок-радист), Степан Шевченко (Озёры, Круглянский район; погиб в августе 1938 года под Балагером), Степан Писаков (Старинцы, Витебский район; сражался в составе группы бойцов 114-й гомельской авиабригады К. Гусева).

### Прочие
Помимо авиации и танковых соединений советские военспецы, в том числе из Белоруссии, оказывали помощь республиканцам в становлении и развитии прочих частей. Свой вклад внесли старший советник штаба ПВО антифранкистов Николай Нагорный (Осташин, Кореличский район), советники-артиллеристы Иван Воропаев (Трибульня, Краснопольский район), Феодосий Жевнов (Жгунь, Добрушский район), Геннадий Межинский (Могилёв), общевойсковые советники Алексей Терешков (Корма, Добрушский район), Василий Юшкевич (этнический белорус из ныне литовского Вильнюса), Степан Черняк (Черневичи, Борисовский район), советники по диверсионно-разведывательной деятельности и безопасности Григорий Шпилевский (Гомель), Лев Фельбдин (Бобруйск), Наум Белкин (Жлобин), Наум Эйтингон (Шклов), Андрей Шпигельглас (Мосты), Яков Серебрянский (Минск), Лев Маневич (Чаусы), Никон Коваленко (?), Степан Ярошен (?; погиб 13 июля 1937), Иван Питушко (Лясковичи, Петриковский район; погиб), Пётр Артёмкин (Искозы, Дубровенский район; погиб), Василий Корж (Хоростово, Солигорский район), Кирилл Орловский (Мышковичи, Кировский район), Александр Рабцевич (Лозовая Буда, Кировский район), связист Михаил Матусевич (Чернявка, Борисовский район). Заметный след оставил советник командующего республиканской флотилией эсминцев Валентин Дрозд из Буда-Кошелёво.

## Добровольцы интербригад
В октябре 1936 года правительство Испанской Республики при поддержке Коминтерна сформировало воинские части из числа иностранных комбатантов — интернациональные бригады. В декабре польская полиция начинает докладывать о вербовке в интербригады жителей восточных кресов (Западная Белоруссия и Западная Украина). В январе 1937 года работа по набору добровольцев приобрела бо́льший размах. Правоохранительные органы Польской Республики отмечали, что вербовочная кампания шла в условиях строгой конспирации по всей территории страны. Белорусы в интербригады шли как из восточных кресов, так и из Нового Света и стран Западной Европы, где проживали в составе белорусской диаспоры либо находились на заработках.

Как писал в своих мемуарах один из советских советников Александр Родимцев (в Испании действовал под псевдонимом «капитан Павлито»), находясь на военной базе Альбасете:
Здесь можно видеть немало русских, украинцев, белорусов, когда-то увезённых родителями в разные капиталистические страны.

Упоминания о неизвестном «белорусе из Столбцов» оставил в репортаже «Интернациональные бригады» журналист Илья Эренбург:
Белорус из Столбцов. Он был семинаристом. Родители звали его «выродком». Он прочитал в июльской газете: Преступные эмигранты сражаются на стороне красных. Он раздобыл паспорт и деньги на билет. Теперь он лейтенант...

### 13-я бригада

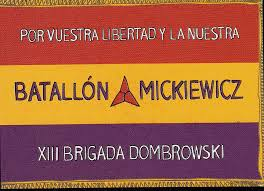
Флаг Мицкевичевского батальона 13-й бригады

Среди прочих соединений был создан батальон имени Я. Домбровского (с июня 1937-го — 150-я бригада, с августа — XIII интернациональная бригада), который набирался из числа этнических поляков и граждан Польской Республики. На тот момент их в Испании, готовых воевать за правительственные силы, насчитывалось около ста человек. В подразделении служило немалое число жителей Западной Белоруссии.
Значительная концентрация белорусов была в украинской роте имени Тараса Шевченко, которая входила в состав польского подразделения. Один из командиров формирования — Николай Дворников (также известен под псевдонимом Станислав Томашевич) — являлся уроженцем Гомеля и членом Компартии Западной Белоруссии. Некоторое время был политруком батальона Палафокса, также из состава польских отрядов. Погиб в феврале 1937-го. Первым политруком роты также был активист КПЗБ. Им стал Назар Демьянчук (?), известный как Сержант Сирадз.
Николай Орехво, видный деятель КПЗБ и будущий историк, в своих воспоминаниях упоминал и о других членах партии по фамилиям Величко (Барановичи), Воронище (Сморгонский район), Сеглюк (Брестский район; эмигрировал до войны в Бразилию), Нароцкий (Дуниловичи, Поставский район), Барсток (Пинск), Дергач, Печеника (оба Брест), Панюшко (Дятлово; перед войной находился в Аргентине), Бастыцкий (этнический белорус из теперь литовского Вильнюса) и Метковский/Бобровицкий (этнический белорус из ныне польского Белостока). Историк Ирина Воронкова пополнила этот перечень именами Виктора Розенштейна (Порозово, Свислочский район, этнический еврей; ранее член секретариата ЦК КСМЗБ), Павла Бутько (Колядичи, Пружанский район; ранее руководитель комитетов КСМЗБ и КПЗБ в Полесском воеводстве, а в 1927-м эмигрировал на Кубу и влился в КПК), Владимира Бомбешко (?; погиб), Ивана Куриловича (Старомлыны, Дрогичинский район; перед войной был на заработках в Аргентине), а также рядом уроженцев деревень современного Вилейского района, среди которых Сергей Сороко (Ковали), Владимир Мамай (Шведы), братья Иван и Пётр Каркотко (Косичи), Николай Сержант, Иван Лобач (оба Жизново; последний до войны находился на заработках во Франции). Прочими интербригадцами из Белоруссии были бойцы по фамилиям Ярошко (Великое Село, Пружанский район), Елевич, Сержан, Каплан (все три Гродненский район), Матысик (?), Ко́зел/Козёл?, Песняк (оба Свислочский район), Сахарчук (Кобринский район), Зданчук (Эйминовцы, Берестовицкий район) и Зарецкий (?).

## На стороне франкистов
В лагере националистов зафиксировано участие как минимум одного белоруса — Станислава Булак–Балаховича (этнический белорус из Мейшты, Игналинский район, Литва), который некогда командовал антисоветскими формированиями в Белорусском Полесье. В 1937 году он нашёл себе применение в штабе мятежного генерала Франсиско Франко в качестве специалиста по организации диверсий. Диверсанты националистов сталкивались с бойцами 14-го партизанского корпуса республиканской армии, чьим советником был Кирилл Орловский — бывший противник Булак–Балаховича в период гражданской войны в России.

## Искусство и культура
Газета «Літаратура і мастацтва» в ноябре 1936 года сообщила, что по инициативе секции поэтов СССР писателей БССР написана книга «о героической борьбе испанского народа». Для сборника свои стихотворения о войне в Испании написали Янка Купала, Якуб Колас, Петрусь Бровка, Андрей Александрович, Пётр Глебка, Микола Хведарович, Аркадий Кулешов и Алесь Звонак. Туда также вошли переводы на белорусский язык произведений русских, украинских, польских, грузинских и испанских поэтов. Однако книга так и не вышла из-за репрессий против трёх её авторов — Звонка, Хведаровича и Алескандровича. Тем не менее ряд стихотворений удалось опубликовать по отдельности — «Гераічнай Іспаніі» (Колас), «Іспанія будзе свабоднай» (Купала), «Пасіянарыя» (Бровка) и многие другие.
В то же время на киностудии «Советская Беларусь» была предпринята попытка создать художественный фильм о войне в Испании. Был даже написан сценарий, но работа над картиной по неизвестным причинам так и не началась.

## После 1939 года
Гражданская война в Испании окончилась весной 1939 года падением Республики. Националисты создали однопартийное авторитарное государство под фактически абсолютным руководством Франко. Смерть главы государства в 1975-м позволила изменить текущее положение дел. В стране установилась конституционная монархия.

### Ветераны интербригад
Жители Западной Белоруссии, прошедшие войну через интербригады, были лишены возможности вернуться на родину: в соответствии с законом о гражданстве 1920 года, который запрещал гражданам Польской Республики службу в иностранных армиях без позволения польских властей, они автоматически утрачивали польское гражданство. Ещё 11 декабря 1936 года в «Мониторе Польском» было опубликовано официальное предупреждение властей, грозящее лишением гражданства участникам войны в Испании. Распоряжение министра внутренних дел от 26 февраля 1938 года распространило действие этого правила на всех польских комбатантов в Испании.
Западные белорусы были вынуждены остаться за границей. Многие осели в странах, где ещё до войны находились на заработках, как, например, Аргентина.

### Великая Отечественная война
В годы Великой Отечественной войны многие из бежавших антифранкистов охотно присоединились к борьбе Советского Союза с Германией, вступая в ряды Красной армии и партизанских формирований.
В начале 1942 года разведчик и ветеран войны в Испании Илья Старинов начал собирать в Харькове (Украинская ССР) опытных республиканцев, которых планировал привлечь к диверсионной деятельности. К нему присоединился Доминго Унгриа, а с ним и ещё два десятка испанцев. На территории оккупированной БССР базовым партизанским подразделением для деятельности республиканцев стал филиал Учебно-оперативного центра при Северо-Западной группе ЦК КП(б)Б. Его создали при 4-й ударной армии Калининского фронта. Начальником центра назначили капитана-разведчика Степана Казанцева. В конце мая 1942 года в распоряжение Казанцева по приказу Старинова прибыла группа из 18 испанцев. Командиром отряда был уроженец Барселоны Франсиско Гаспар Торрус (в годы гражданской — пилот истребителя), который позже за свои боевые заслуги получил звание Героя Советского Союза. Его группа действовал в районе железной дороги Витебск—Полоцк, где испанцами было пущено под откос 6 эшелонов вместе с паровозами и уничтожено 48 вагонов.
Другим видным диверсантом-республиканцем был Мигель Баскуньяно Санчес. Его подразделение устраивало подрывы на железной дороге Витебск—Смоленск и минировало территорию в районе шоссейной дороги Усвяты—Невель. Здесь 17 июня 1942 года на границе Витебской и Псковской областей группа в результате неправильной установки заряда потеряла одного из своих бойцов — Хуана Гомеса, для которого это была первая вылазка.
С белорусскими партизанами у испанцев не всегда были хорошие отношения. Во многом конфликты были вызваны тяжёлыми условиями жизни в лесах и постоянным стрессом, а также разницей менталитетов. Примечательным был случай 2 сентября 1942 года, когда отряды Особой белорусской бригады вышли на крупную операцию по парализации движения на железной дороге Витебск—Полоцк. За подрыв эшелона на одном из участков отвечал отряд Амадео Трильо Диаса (заброшен в БССР 21 июня), однако взрывчатка не сработала. Республиканца попытались обвинить в провале операции, но всё обошлось. Были конфликты с белорусами и у другого республиканца — Мануэля Руиса, который воевал в бригаде Миная Шмырёва. Одной из причин стала еда. Испанцы не были привычны к местным условиям жизни, обычаям питания, порой впадали в депрессию, становились замкнутыми.
Однако в целом деятельность испанских диверсантов в Северо-восточной Белоруссии командование признало успешной. Многие из республиканцев к концу 1942-го покинули БССР и были перенаправлены в другие места.

## Комментарии
1. ↑  См. Список Героев Советского Союза (Белоруссия)
2. ↑  В то время в составе БВО, помимо БССР, числились также некоторые сопредельные территории Западной России.
3. ↑  В Испании работал как Александр Орлов.
4. ↑  Настоящая фамилия — Бергман.
5. ↑  Иностранцы в республиканской армии воевали и до официального формирования иностранных бригад. Так, например, первое участие поляков относиться ещё к июлю 1936 года. Сам батальон создан на базе пулемётного взвода имени Добровского. Отряд сражался на фронте с сентября[33].